# Bayu Kertanegara
Bayu Kertanegara (* 15. Dezember 1997 in Jakarta) ist ein indonesischer Leichtathlet, der sich auf den Sprint spezialisiert hat.

## Sportliche Laufbahn
Erste internationale Erfahrungen sammelte Bayu Kertanegara bei den Asienspielen 2018 in Jakarta, bei denen er im 200-Meter-Lauf bis ins Halbfinale gelangte und mit der indonesischen 4-mal-100-Meter-Staffel in 38,77 s die Silbermedaille hinter dem Team aus Japan gewann. Im Jahr darauf schied er bei den Asienmeisterschaften in Doha mit der Staffel mit 39,96 s im Vorlauf aus. Bei den World Relays in Yokohama gelangte er mit 39,39 s ebenfalls nicht bis in das Finale. Im Juli überstand er bei der Sommer-Universiade in Neapel die Vorausscheidungsrunde, schied aber mit neuer Bestleistung von 10,79 s im Vorlauf aus. 2022 startete er mit der Staffel bei den Südostasienspielen in Hanoi und belegte dort in 39,65 s den vierten Platz. Im Jahr darauf belegte er bei den Südostasienspielen in Phnom Penh in 21,58 s den sechsten Platz über 200 Meter und siegte mit der Staffel in 39,11 s. Anschließend verpasste er bei den Asienmeisterschaften in Bangkok mit 39,90 s den Finaleinzug mit der Staffel und im Oktober gelangte er bei den Asienspielen in Hangzhou mit 39,25 s auf Rang fünf. 2025 belegte er mit der Staffel bei den Asienmeisterschaften in Gumi in 40,15 s den fünften Platz.
2022 wurde Kertanegara indonesischer Meister im 200-Meter-Lauf.

## Persönliche Bestzeiten
- 100 Meter: 10,69 s (+1,7 m/s), 14. April 2018 in Westwood
- 200 Meter: 21,32 s (+0,1 m/s), 8. Mai 2023 in Phnom Penh